# ATC kód V
ATC kód V je oddílem Anatomicko-terapeuticko-chemické klasifikace léčiv.
V. Různé
- V01 – Alergeny
- V03 – Všechny jiné terapeutické přípravky
- V04 – Diagnostika
- V06 – Nutriční přípravky
- V07 – Všechny další neléčebné přípravky
- V08 – Kontrastní látky
- V11 – Fytofarmaka